# Agathon Hennique
Pour les articles homonymes, voir Hennique.
Privat François Agathon Hennique, né à Couvron-et-Aumencourt (Aisne) le 12 septembre 1810 et mort à Cayenne le 13 avril 1870, était un général et administrateur colonial français.

## Biographie
Engagé volontaire en 1830 dans le 61e de Ligne il passe dans l'infanterie de marine en 1832 et conquiert tous ses grades dans cette arme. Major en 1849, lieutenant-colonel en 1856, colonel en 1861, il prend part à l'expédition du Mexique, le 5 mars 1862.
Promu général de brigade le 15 décembre 1863, il est nommé gouverneur de la Guyane à la fin de l'année 1864 et le demeure jusqu'à son décès en 1870.
Il reçut les insignes de commandeur de la Légion d'honneur le 2 juillet 1862.
Il eut pour fils Privat Agathon Benjamin Arthur Hennique, capitaine de vaisseau de la Marine nationale, Agathon Nicolas Ernest Auguste Hennique, officier d'infanterie de marine, et Léon Hennique, romancier. Il est également le grand-père de la poétesse et écrivaine Nicolette Hennique.